# Cristian Savani
Cristian Savani est un joueur de volley-ball italien né le 22 février 1982 à Castiglione delle Stiviere. Il mesure 1,95 m et joue réceptionneur-attaquant. Il totalise 41 sélections en équipe nationale d'Italie.

## Clubs
| Club        | Pays   | De        | À         |
| ----------- | ------ | --------- | --------- |
| Montichiari | Italie | 2001-2002 | 2003-2004 |
| Trente      | Italie | 2004-2005 | 2005-2006 |

## Palmarès
- Championnat d'Europe : 2003, 2005